# أرمارم شاهدلو
أرمارم شاهدلو (بالإنجليزية: Armarmshahadlu)‏ هي قرية تقع في أردبيل في إيران. يقدر عدد سكانها بـ 63 نسمة .